# Sadayu Pedro Onizuka

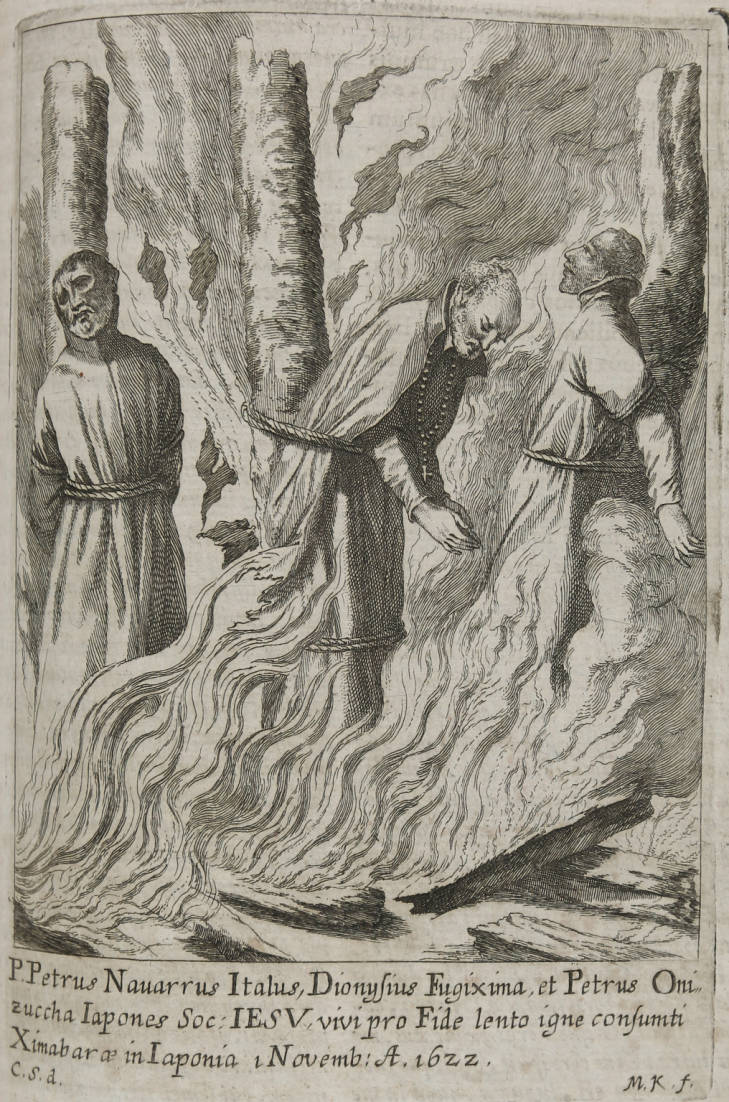
Ejecución de Pedro Navarro y dos de sus compañeros.

Sadayu Pedro Onizuka (también llamado Pedro Onizucca Sandaju, o Pietro Onizuka Sadayu) (1604-1622) fue hecho prisionero durante la gran persecución que hubo en Japón a comienzos del siglo XVII, junto con Pedro Pablo Navarro, al que ayudaba como catequista. Onizzuca era un adolescente cuando su padre escondía ya sacerdotes fugitivos.

## Biografía
Tras el edicto del Shōgun Ieyasu en 1614, que ordenaba abandonar el país a todos los misioneros católicos, Navarra y sus tres compañías se contaba entre las dos docenas de jesuitas que decidieron quedarse y trabajar en la clandestinidad. Durante los siguientes siete años, Pedro Pablo Navarro recorrió la provincia de Shimbara. Él y Dionisio Fujishima se  encontraban con Navarra en los días que siguieron a la Navidad de 1621, hasta que los caza-sacerdotes les echaron mano junto con Navarra y el criado de éste,  Clemente Yuemon. Los entregaron al daimio de Arima, que se mostró respetuoso con los prisioneros aunque eran culpables de haber hecho proselitismo de la religión cristiana, que estaba proscrita. El daimio les ofreció la libertad si renunciaban al cristianismo, oferta que ellos rechazaron. Él lo que quería era trasladarlos a Meaco para dejarlos libres, pero antes de que pudiera actuar llegó una orden del Shogun que mandaba se les diera muerte a fuego lento.
El 1 de noviembre, día de la ejecución, Navarra celebró la Misa de Todos los Santos y aceptó los votos de Onizuka y Fujishima, que hicieron durante la Misa. Los pusieron en la hoguera, pero su agonía no se prolongó demasiado,  porque el daimio había dado instrucciones para que dispusiesen la leña de modo que ardiera con fuego rápido.